# Theraps irregularis
Theraps irregularis ist ein Süßwasserfisch aus der Familie der Buntbarsche, der im südöstlichen Mexiko und in Guatemala in den oberen, strömungsreichen Abschnitten von Río Usumacinta, Río Polochic, Río Sarstún und Río Dulce vorkommt.

## Merkmale
Die Art erreicht eine Länge von über 20 cm. Von allen mittelamerikanischen Buntbarschen hat Theraps irregularis den am meisten langgestreckten, stromlinienförmigen Körperbau und ist damit gut an das schnell fließende Wasser in seinem Lebensraum angepasst. Entsprechend hoch ist die Anzahl der Wirbel. So besitzt die Art 15 Rumpfwirbel (abdominal vertebrae), 19, in seltenen Fällen 18 Schwanzwirbel (caudal vertebrae), das ist die höchste Anzahl von Schwanzwirbeln unter allen heroinen Buntbarschen, und 7 bis 8 Wirbel im sehr langen Schwanzstiel. Auch die Anzahl der Schuppen entlang der Seitenlinie ist mit 33 relativ hoch. Das Art-Epitheton irregularis (= unregelmäßig) verweist auf die sieben Querbinden auf die Körperseiten, die teilweise bis in die Rückenflosse reichen. Wie bei Wajpamheros, Cincelichthys und Chuco ist das vierte und fünfte Band doppelt. Kehle und Brust ausgewachsener Exemplare sind leicht rosig angehaucht bis leuchtend rot und die Region oberhalb des Brustflossenansatzes und einige Regionen des Kopfes auffällig blau. Während der Brutzeit ist die Grundfarbe von Theraps irregularis weißlich bis himmelblau, nur die Unterseite des Kopfes, der Bauch und die Bauchflossen sind schwarz (typische Brutfärbung der Herichthyines). Rücken- und Afterflosse sind an ihrer Basis weitgehend unbeschuppt. Auf der Prämaxillare und im Unterkiefer sind die Zähne der ersten Reihe zweispitzig. Alle Zähne sind zugespitzt, labiolingual (lippen- und zungenseitig) abgeflacht, aber oft stumpf vom Abnagen des Aufwuchses. Sie stehen meist senkrecht. Männchen werden größer als die Weibchen, besitzen einen kantigeren Kopf mit einem leichten Stirnbuckel und ihre Blaufärbung ist intensiver. Weibchen sind insgesamt dunkler.

## Lebensweise
Theraps irregularis kommt ausschließlich in strömungsreichen Gewässern, meist mit felsigem oder sandigem Untergrund vor und ernährt sich von Algen und von Wirbellosen, die er im Aufwuchs findet. Die Fische sind Substratlaicher, laichen bevorzugt an schräg stehenden Flächen. Die wenigen Eier sind annähernd rund und relativ groß. Sie werden vom Weibchen betreut während das Männchen das Revier verteidigt. Nach dem Freischwimmen der Jungfische werden sie von beiden Eltern geführt.

## Systematik
Art und Gattung wurden 1862 durch den deutschen Ichthyologen Albert Günther beschrieben, die Art zwischendurch auch der Gattung Cichlasoma zugeordnet. Später wurden auch weitere Buntbarscharten in die Gattung Theraps gestellt. Heute ist die Gattung jedoch wieder monotypisch, da sich bei einer Revision der mittelamerikanischen Buntbarsche herausstellte, das sie mit den anderen Arten zusammen nicht monophyletisch ist. Die übrigen zeitweilig Theraps zugeordneten Arten gehören heute zu den Gattungen Chortiheros, Chuco, Paraneetroplus, Rheoheros, Talamancaheros. Theraps ist die Schwestergattung von Wajpamheros.